# Koszmosz–264
A Koszmosz–264 (oroszul: Космос 264) Koszmosz műhold, a szovjet műszeres műhold-sorozat tagja. Manőverezésre képes Zenyit-4M felderítő műhold.

## Küldetés
A Zenyit–2M (11F691) továbbfejlesztett, nagyobb felbontású fényképezőgéppel ellátott, harmadik generációs műhold, katonai és állami célokat szolgált.

## Jellemzői
1969. január 23-án a Bajkonuri űrrepülőtér indítóállomásról egy Voszhod (11A57) rakétával juttatták alacsony Föld körüli (LEO = Low-Earth Orbit) közeli körpályára. Az orbitális egység pályája 89,5 perces, 69,9 fokos hajlásszögű, elliptikus pálya perigeuma 206 kilométer, apogeuma 297 kilométer volt. Hasznos tömege 4730 kilogramm. Maximális aktív élettartama 24 nap. Az orbitális egység pályáját több alkalommal megváltoztatták (süllyedés, emelés).
Programja megegyezett a Koszmosz–251-es műholdéval. A sorozat felépítését, szerkezetét, alapvető fedélzeti rendszereit tekintve egységesített, szabványosított űreszköz. Áramforrása kémiai (akkumulátor). Kialakított pályasíkja mentén fototechnikai felderítést, műszereivel atomkísérletek ellenőrzését végezte, illetve röntgensugár-csillagászati méréseket végzett. 9000 sikeres felvételt készített. A mérések során különálló, 100 millió-elektronvoltnál (MeV) nagyobb energiájú gamma-forrás jelenlétét is képes volt mérni.
1969. február 5-én, 13 napos szolgálati idő után, földi parancsra belépett a légkörbe és hagyományos – ejtőernyős leereszkedés – módon visszatért a Földre.